# Somebody to Love (Queen-dal)
A Somebody to Love a hatodik dal a brit Queen rockegyüttes 1976-os A Day at the Races stúdióalbumáról. A szerzője Freddie Mercury énekes volt, aki többek között a gospel és soulzenét is kedvelte, és egyik példaképe, Aretha Franklin inspirálta erre a dalra.
Nagymértékben épít Mercury, valamint Roger Taylor dobos és Brian May gitáros énekesi tudására, hármójuk kórusát annyiszor felülvételezték, hogy a végeredmény úgy hangzott, mintha egy száztagú kórus énekelte volna. Bizonyos tekintetben viszont másfajta megközelítést igényelt, mint az ugyancsak ének központú „Bohemian Rhapsody”: „ugyanaz a három ember énekel a nagy kórusrésznél, de azt hiszem, itt más volt a technikai megközelítés [mint a »Bohemian Rhapsody«-nál], mert gospelszerű benne az ének – eltér attól, amiket általában csinálni szoktunk. […] Szerettem volna egy ilyen Aretha Franklin-stílusú számot is. Megihletett a gospel-hangzás, amely a korai lemezein hallható. Úgy tűnik, mintha ugyanazokat a harmóniákat használnám, de más tartományban szólalnak meg.”
Denise Sullivan, az AllMusic kritikusa szerint „Mercury írt egy lélekkereső számot, amelyben megkérdőjelezi Isten szerepét egy szerelem nélküli életben, és így ez a nagyon személyes kijelentés egyszerre univerzális jelentőségű lett.” Más értelmezés szerint amikor Mercury a szabadságvágyról énekel, akkor valójában azon vágyát fejezi ki, hogy nem akarja többé titkolni a biszexualitását. A dalban Mercury zongorázik.
A megjelenését megelőző történet nagyban hasonlított a „Bohemian Rhapsody” esetére: Mercury és Taylor odaadták egy felvételét Kenny Everett rádiós műsorvezetőnek, aki lejátszotta a rádióban, mire a hallgatók tömegével telefonáltak be, hol lehet megszerezni a dalt. 1976. november 12-én kislemezen is megjelent, a második helyet érte el Angliában, a tizenharmadikat Amerikában. A videóklipjét Bruce Gowers rendezte, egyrészt a stúdióban, felvétel közben filmezte az együttest, másrészt koncertfelvételekből állította össze a klipet.
Nick Kent az NME-től kissé cinikusan írta róla: „Mercury és az ő kis csapata turbékolgat és trillázgat azokkal a rájuk annyira jellemző sterilen precíz harmóniákkal… Egyébként a „Somebody to Love” kislemez viszonylag enyhe példája ennek. És igen, szörnyen művészi és aprólékosan kivitelezett dal[…] Figyelembe véve, hogy mi más van még ezen a lemezen, valójában egészen elfogadható.” A The Washington Post kiemelte, milyen ügyesen tudják többek közt ebben a dalban is kihasználni a stúdió nyújtotta lehetőségeket. 2002-ben Jim DeRogatis a Chicago Sun-Times hasábjain erősen dicsérte: „talán a Queen valaha volt legszebb dala, tökéletes egyensúlyt talál a szépség, a grandiózusság és az érzelmek között, anélkül, hogy szükségtelenül csöpögőssé válna.” 2011-ben David Cavanagh az Uncutban úgy vélte, „a Queen kislemezek elvesztették akkorra a keménységüket – a »Somebody to Love« egy könnyed kabaréban is elment volna.”
1977 és 1985 között rendszeresen játszották a koncerteken, bár az 1980-as The Game Tour és az 1982-es Hot Space Tour során csak ritkán játszották, a koncerteknek csak közel ötödén. Felkerült a 2004-es Queen on Fire – Live at the Bowl koncertalbumra és koncertfilmre, valamint a 2007-es Queen Rock Montreal DVD-re. Az 1992-es Freddie Mercury emlékkoncerten George Michael adta elő a  Londoni Közösségi Gospelkórus kíséretével. Az előadás nagy sikert aratott, többen a koncert legjobbjának tartották, hatására még az is felmerült, hogy a nemrég elhunyt Mercury után Michael lesz az együttes új énekese. Ez utóbbi változat 1993. április 19-én a Five Live középlemezen húzódalként jelent meg. A kiadvány az első helyet érte el Angliában, a harmincadikat Amerikában, és több mint egymillió font bevételt hozott a Mercury Phoenix Trustnek.

## Közreműködők
- Ének: Freddie Mercury
- Háttérvokál: Freddie Mercury, Brian May, Roger Taylor

Hangszerek:
- Freddie Mercury: zongora
- Brian May: elektromos gitár
- John Deacon: basszusgitár
- Roger Taylor: dob

## Kiadás és helyezések
| Helyezések \| Év \| Ország \| Helyezés \| \| ---- \| ----------------------------- \| -------- \| \| 1976 \| Brit kislemezlista[13] \| 2 \| \| 1976 \| Amerika Billboard Hot 100[14] \| 16 \| \| 1976 \| Belgium Ultratop[15] \| 2 \| \| 1976 \| Francia kislemezlista[16] \| 57 \| \| 1976 \| Holland kislemezlista[15] \| 1 \| \| 1976 \| Ír slágerlista[17] \| 6 \| \| 1976 \| Német kislemezlista[15] \| 21 \| | 7" kislemez (EMI 2565, Anglia/Elektra E-45362, Amerika) 1. Somebody to Love – 4:53 2. White Man – 4:59 3" CD (Parlophone QUECD4, Anglia) 1. Somebody to Love – 4:53 2. White Man – 4:59 3. Tie Your Mother Down – 3:45 |          |
| Év | Ország | Helyezés |
| 1976 | Brit kislemezlista | 2        |
| 1976 | Amerika Billboard Hot 100 | 16       |
| 1976 | Belgium Ultratop | 2        |
| 1976 | Francia kislemezlista | 57       |
| 1976 | Holland kislemezlista | 1        |
| 1976 | Ír slágerlista | 6        |
| 1976 | Német kislemezlista | 21       |